# Resolució 1956 del Consell de Seguretat de les Nacions Unides
La Resolució 1956 del Consell de Seguretat de les Nacions Unides fou adoptada per unanimitat el 15 de desembre de 2010. Després del reconeixement d'esdeveniments positius a l'Iraq des de l'aprovació de la Resolució 661 (1990), el Consell va rescindir els acords supervisats de l'ONU per al Fons de Desenvolupament per a l'Iraq amb efecte a partir del 30 de juny de 2011.
La resolució 1956, juntament amb les resolucions  1957 (2010) i 1958 (2010), van acabar amb algunes restriccions importants a Iraq. No obstant això, es va demanar que Iraq resolgués les disputes que mantenia amb Kuwait. La reunió d'alt nivell va ser presidida pel vicepresident dels Estats Units Joe Biden.

## Resolució

### Observacions
El Consell de Seguretat va començar acollint amb beneplàcit la carta del primer ministre de l'Iraq, Nouri al-Maliki, que va reafirmar el compromís del govern iraquià de no demanar noves ampliacions de disposicions per al Fons de Desenvolupament per a l'Iraq, i que els ingressos procedents del petroli s'utilitzarien de manera justa. Va recordar el paper important del Fons de Desenvolupament i el Consell Internacional d'Assessorament i Seguiment.

### Actes
Actuant en virtut del Capítol VII de la Carta de les Nacions Unides, el Consell va decidir rescindir els acords establerts a la Resolució 1483 (2003) per a dipositar el producte de les exportacions de petroli, els productes derivats del petroli i el gas natural en el Fons de Desenvolupament per a l'Iraq i el seu seguiment per la Junta Internacional d'Assessorament i Seguiment, el 30 de juny de 2011. Després d'aquesta data, els acords no serien aplicables i el 5 per cent dels ingressos serien dipositats en el Fons de Compensació establert a la resolució 687 (1991).(1991).
La resolució va demanar al govern iraquià que treballés amb el Secretari General de les Nacions Unides cap a un mecanisme del posterior al Fons de Desenvolupament, amb una transferència completa dels seus fons al compte successor del govern abans del 30 de juny de 2011 Es va encarregar al Secretari General que proporcionés informes cada sis mesos sobre el progrés.